# Xuxa 5
Xuxa 5 é o sétimo álbum de estúdio da artista musical brasileira Xuxa, lançado em 1º de agosto de 1990 pela Som Livre.
Este álbum é o quinto da coleção Xou da Xuxa e vendeu mais de 1,8 milhões de cópias. Entre as canções mais conhecidas do registro estão "Lua de Cristal", "Pinel Por Você" e "Trem Fantasma".

## Produção
Xuxa 5 foi produzido em parceria com a dupla Michael Sullivan e Paulo Massadas, contando com a coordenação artística de Max Pierre e Aramis Barros. As gravações foram realizadas nos estúdios da Som Livre.
A canção "Direito dos Baixinhos" não está inclusa neste álbum, embora tenha sido executada em um programa especial de Dia das Crianças em 1990 e no programa comemorativo de 5 anos do Xou da Xuxa em 1991. Foi, posteriormente, incluída no disco Xuxa em 1993.

## Lançamento e recepção
O álbum Xuxa 5 rapidamente se tornou um sucesso comercial. Na semana do dia 16 de fevereiro de 1991, meses após ser lançado, ele ainda permanecia no topo da parada que compilava os álbuns mais vendidos do Brasil, de acordo com dados fornecidos pelo instituto Nelson Oliveira Pesquisa e Estudo de Mercado (NOPEM) e divulgados pelo Jornal do Brasil. De acordo com a Nopem, Xuxa 5 foi o 5º disco mais comprado no Brasil em 1991. A versão em espanhol da canção "Lua de Cristal", que foi tema do filme homônimo da artista, atingiu o 35.º lugar na parada latina da revista Billboard, nos Estados Unidos, permanecendo nessa posição por sete semanas.
Em termos financeiros, Xuxa faturou 2,7 milhões de dólares apenas com as vendas deste registro e do seu primeiro álbum em espanhol, conforme reportado pela revista Veja. Xuxa 5 foi relançado em diversas ocasiões: em 1996 em cassete e CD, e novamente em 1995, 1996, 1997 e 2006 em CD. Em 2013, a Som Livre, em parceria com a Xuxa Produções, relançou o disco como parte do box Coleção Xou da Xuxa.
A turnê Xou da Xuxa 90 foi a quarta da artista e se baseou no álbum Xuxa 5. Iniciada em 31 de agosto de 1990 em São Paulo, a digressão trouxe momentos especiais que foram exibidos no programa Xou da Xuxa, e durou até janeiro de 1991.

## Lista de faixas
| N.º            | Título                   | Compositor(es)                                                       | Duração |  |
| 1.             | "Pinel Por Você"         | Cid Guerreiro Dito                                                   | 03:25   |  |
| 2.             | "Tempero da Lambada"     | Michael Sullivan Paulo Massadas                                      | 03:54   |  |
| 3.             | "Trem Fantasma"          | Sullivan Massadas                                                    | 04:43   |  |
| 4.             | "Cobra, Chapéu e Palito" | Prêntice Ronaldo Monteiro de Souza                                   | 03:59   |  |
| 5.             | "É Ou Não É"             | Cláudia Olivetti Lincoln Olivetti                                    | 4:01    |  |
| 6.             | "Lua de Cristal"         | Sullivan Massadas                                                    | 04:22   |  |
| 7.             | "I Love You Xuxu"        | Sullivan Massadas                                                    | 04:05   |  |
| 8.             | "Canja de Galinha"       | Mazinho Turle Dilson Gunane-Barney                                   | 03:45   |  |
| 9.             | "Twistxuxa"              | Zé Henrique Ângela Mattos Marcelo Faria Marcello Azevedo Val Martins | 02:52   |  |
| 10.            | "Copa Na Floresta"       | Rubens Alexandre                                                     | 04:09   |  |
| 11.            | "Vem Lambaxuxar"         | Aramis Barros Ary Sperling                                           | 03:35   |  |
| 12.            | "Leitura"                | Mazinho Turle Dilson Gunane-Barney                                   | 03:17   |  |
| 13.            | "Boto Rosa"              | Prêntice Ronaldo Monteiro de Souza                                   | 04:15   |  |
| Duração total: | Duração total:           | Duração total:                                                       | 50:25   |  |

## Créditos
- Produzido por: Michael Sullivan e Paulo Massadas
- Assistentes de Estúdio e Mixagem: Marcelo Serodio, Julio Martins, Felipe Leite, *Marquinho, Sergio Rocha, Ivan Machado e Billy
- Gravado nos estúdios: Som Livre
- Arregimentação: Jorge 'Jorginho' Corrêa
- Edição de tape: Jorge 'Gordo' Guimarães
- Capa e Encarte: Xuxa Meneghel e Reinaldo Waisman
- Fotos: Paulo Rocha
- Figurinista: Sandra Bandeira
- Cabeleireira: Márcia Elias
- Músico: Roberto Fernandes
- Coordenação Gráfica: Marciso ‘Pena’ Carvalho
- Coordenação Artística: Max Pierre e Aramis Barros
- Técnico de Gravação: Jorge 'Gordo' Guimarães e Luiz Guilherme D' Orey
- Técnicos de gravações adicionais: Luiz Paulo, Marcos Caminha e Jorge Teixeira
- Técnicos de Mixagem: Jorge 'Gordo' Guimarães.

## Desempenho comercial
| País — Tabela musical (1900—91) | Posição de pico |
| ------------------------------- | --------------- |
| Brasil (Nopem)                  | 1               |

| País — Tabela musical (1990) | Posição |
| ---------------------------- | ------- |
| Brasil (Nopem)               | 28      |
| País — Tabela musical (1991) | Posição |
| Brasil (Nopem)               | 5       |

| Região                           | Certificação | Vendas    |
| -------------------------------- | ------------ | --------- |
| Brasil (Pro-Música Brasil) álbum | Diamante     | 1,000,000 |